# Wegekreuz Don-Bosco-Straße

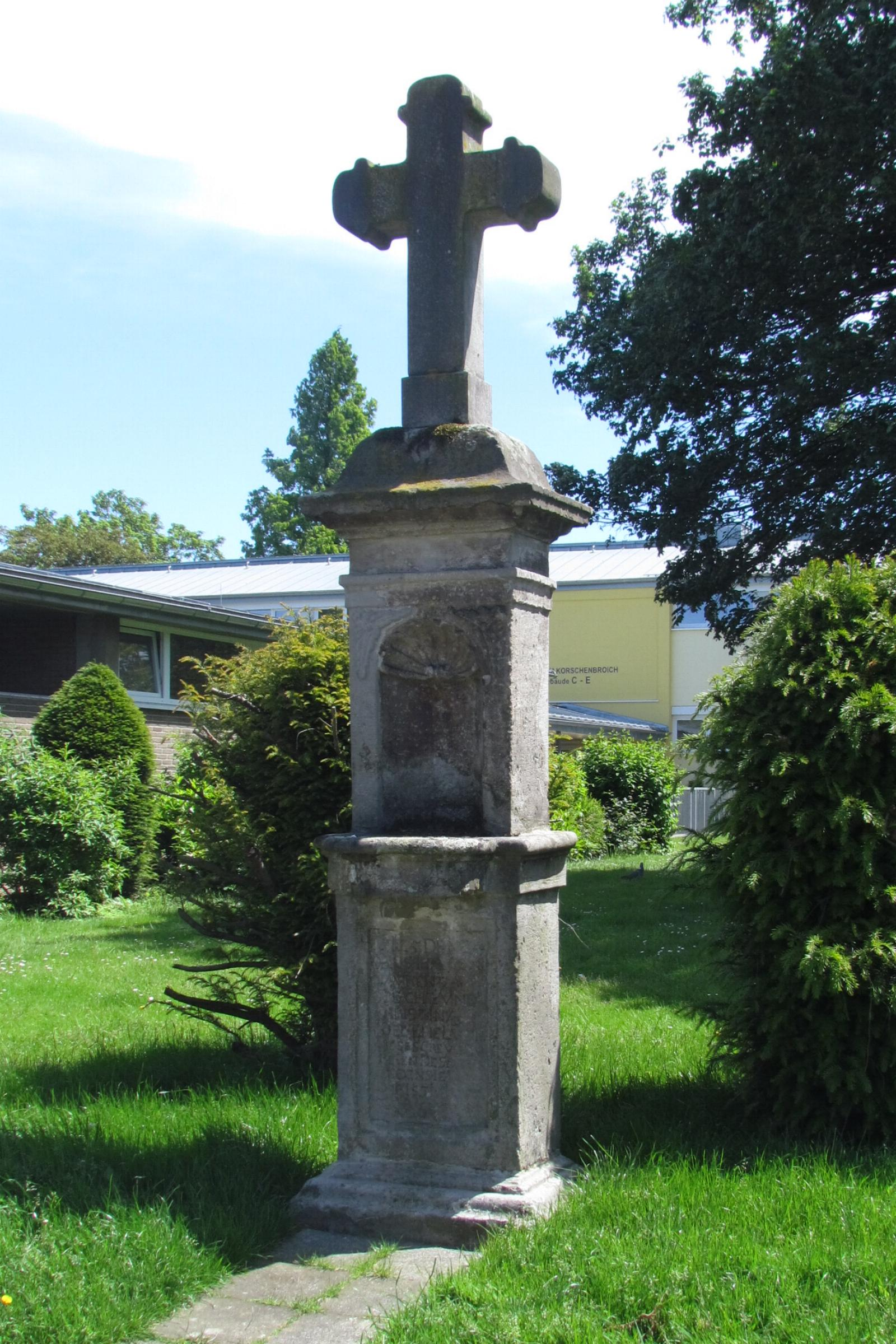
Wegekreuz

Das Wegekreuz Don-Bosco-Straße steht in Korschenbroich  im Rhein-Kreis Neuss in Nordrhein-Westfalen.
Das Flurkreuz wurde 1725 erbaut und unter Nr. 008 am 20. August 1985 in die Liste der Baudenkmäler in Korschenbroich eingetragen.

## Architektur
Das Kreuz wurde aus Sandstein gefertigt. Es steht auf einem Sockel mit Inschrift und Muschelnische.